# Capela de Nossa Senhora da Boa Viagem e Santo António
A Capela de Santo António, ou Capela de Nossa Senhora da Boa Viagem dos Homens do Mar, é uma capela localizada na Ericeira tendo sido a partir de 1609 a sede da Corporação dos Homens do Mar. Em 1645, passou a ser a Capela de Nossa Senhora da Boa Viagem.
Quando foi construída, foi forrada interiormente a azulejos, os quais constituem um importante património histórico e artístico. Inclui, ainda, várias imagens, igualmente do século XVII, entre as quais se salientam as de Nossa Senhora da Boa Viagem, de São Vicente e de Santo António, de S. Pedro e Santa Catarina.
Encerrou ao culto entre 1912 e 1945.
Em 2017 foi aberto procedimento de classificação do imóvel.
Actualmente é a capela de maior devoção na Ericeira, onde anualmente se realizam as festas em honra de Nossa Senhora da Boa Viagem no terceiro domingo do mês de Agosto.